# ديفيد ليندساي
السير ديفيد ليندسي من الجبل (حوالي 1486-1555) فارس وشاعر وهيرالد (قائد جيش) اسكتلندي حصل على أعلى منصب هيرالدي وهو ليون ملك الأسلحة. مازال يعتبر شاعرًا مرموقًا تعكس أعماله روح عصر النهضة، خاصة لاعتباره مكار (شاعر بلاط ملكي).

## سيرته الذاتية
كان ابن ديفيد ليندسي-الثاني من الجبل (فايف)، وغارميلتون (هادينغتونشاير)- الذي توفي حوالي عام 1503. مكان الولادة والتعليم الأولي لليندسي الأصغر غير معروف، لكنه ربما التحق بجامعة سانت أندروز، التي يظهر على كتبها مدخل بعنوان «دا لينديساي» للدورة 1508-1509. كان يعمل كأحد رجال حاشية العائلة المالكة؛ أولًا كخادم، ثم كحاجب (مساعد للمعلم الكبير) للملك المستقبلي جيمس الخامس ملك اسكتلندا. تذكر قصائده أنه شارك في تعليم جيمس الخامس وبعضها يحتوي على نصائح للملك الشاب.
حسابات أمين الصندوق مفقودة منذ سبتمبر 1518 حتى يونيو 1522. عندما استأنفو التسجيل، سجلوا «جينيت دوغلاس، كزوجة لديفيد ليندسي السيد حاجب الملك» والتي كانت خياطة في البلاط الملكي. وبالتالي، يمكن الاستدلال على أن ليندسي تزوج، في عام 1522 أو حوالي عام 1522، جانيت دوغلاس، خياطة البلاط الملكي.
كان أول تعيين هيرالدي له كسنودون هيرالد وفي عام 1529 تم تعيينه اللورد ليون ملك الأسلحة، وحصل على لقب فارس. (تشير بعض المصادر إلى أن عام 1542 هو عام منحه لقب الفروسية). كان يعمل في الأعمال الدبلوماسية (مرتين في الخارج في هولندا وفرنسا)، وكان، بحكم منصبه الهيرالدي، مديرًا عاما للمراسم. شارك في تنظيم المراسم والاحتفالات التي ترحب بعرائس جيمس الخامس الفرنسيات، وهن مادلين من فالوا عام 1537 وماري من غيز عام 1539.
وقع ليندسي على الرسالة الوحيدة الباقية من هذا الوقت، «دويد ليندسي». لا يظهر خط يده أي أثر لأشكال الخط المائلة التي يستخدمها الأسكتلنديون الذين أنهوا تعليمهم في الخارج.
بعد وفاة جيمس الخامس، في عام 1542، استمر ليندسي في الجلوس في برلمان اسكتلندا كممثل عن كوبار، فايف. في عام 1548، كان عضوًا في بعثة إلى الدنمارك تمكنت من الحصول على امتيازات معينة للتجار الاسكتلنديين. هناك سبب للاعتقاد بأنه توفي في أو حوالي عام 1555.

## الأعمال الهيرالدية
في عام 1542، أنتج مجموعة أسلحة اسكتلندية تعرف اليوم باسم ليندسي أوف ذا ماونت رول. تحتوي على 400 سترة درعية اسكتلندية، بعضها أضيفت في وقت لاحق في القرن السادس عشر، وتشكل أساس السجل الهيرالدي الرسمي للاسكتلنديين المستخدم حاليًا. تم نشر نسخة طبق الأصل تتضمن إعادة رسم دقيقة لرسوماته الخاصة في إدنبرة عام 1878.